# Corel Home Office
Corel Home Office es un conjunto de programas de oficina con funciones básicas de procesamiento de textos, cálculo de hojas electrónicas y presentaciones. Es desarrollado por Corel Corporation.
Liberado el 17 de junio de 2009, Corel Home Office es un conjunto de tres programas, desarrollado a partir de Ability Office Write (ahora Corel Write), Ability Spreadsheet (Corel calculate), Ability Presentation (retoma un antiguo nombre de Corel como es Corel Show).
Corel Write (procesador de textos), Corel Calculate (hoja electrónica), Corel Show (presentador).
Cada uno de los programas se corresponden con los conocidos Microsoft Word, Microsoft Excel y Microsoft Powerpoint.
Corel considera a este producto como un producto menor dedicado para usuarios domésticos.

## Requisitos mínimos del sistema
- Windows Vista® Home Basic, Home Premium, Ultimate, y Business (32-bit y 64-bit) or Windows® XP Home, Media o Professional Edition (con últimos Service Pack y critical updates)

Windows 7 todas las versiones en 32 y 64 bits
- Procesador 1 GHz
- 256 MB RAM (se recomiendan 512 MB)
- 300 MB de disco duro para todos los idiomas
- Monitor de 1024 × 768 de resolución
- Unidad de CD-ROM
- Ratón o tableta digitalizadora

El programa incluye de fábrica soporte para 5 idiomas en la interfaz de usuario
similar a la cinta en officce 2010. Aunque se puede variar por la opción normal